# Kostel svatého Jakuba Staršího (Česká Třebová)
Kostel svatého Jakuba Staršího je děkanským kostel děkanství Česká Třebová. Vystavěn byl v klasicistním stylu a od 6. května 1964 je chráněn jako kulturní památka České republiky.

## Historie

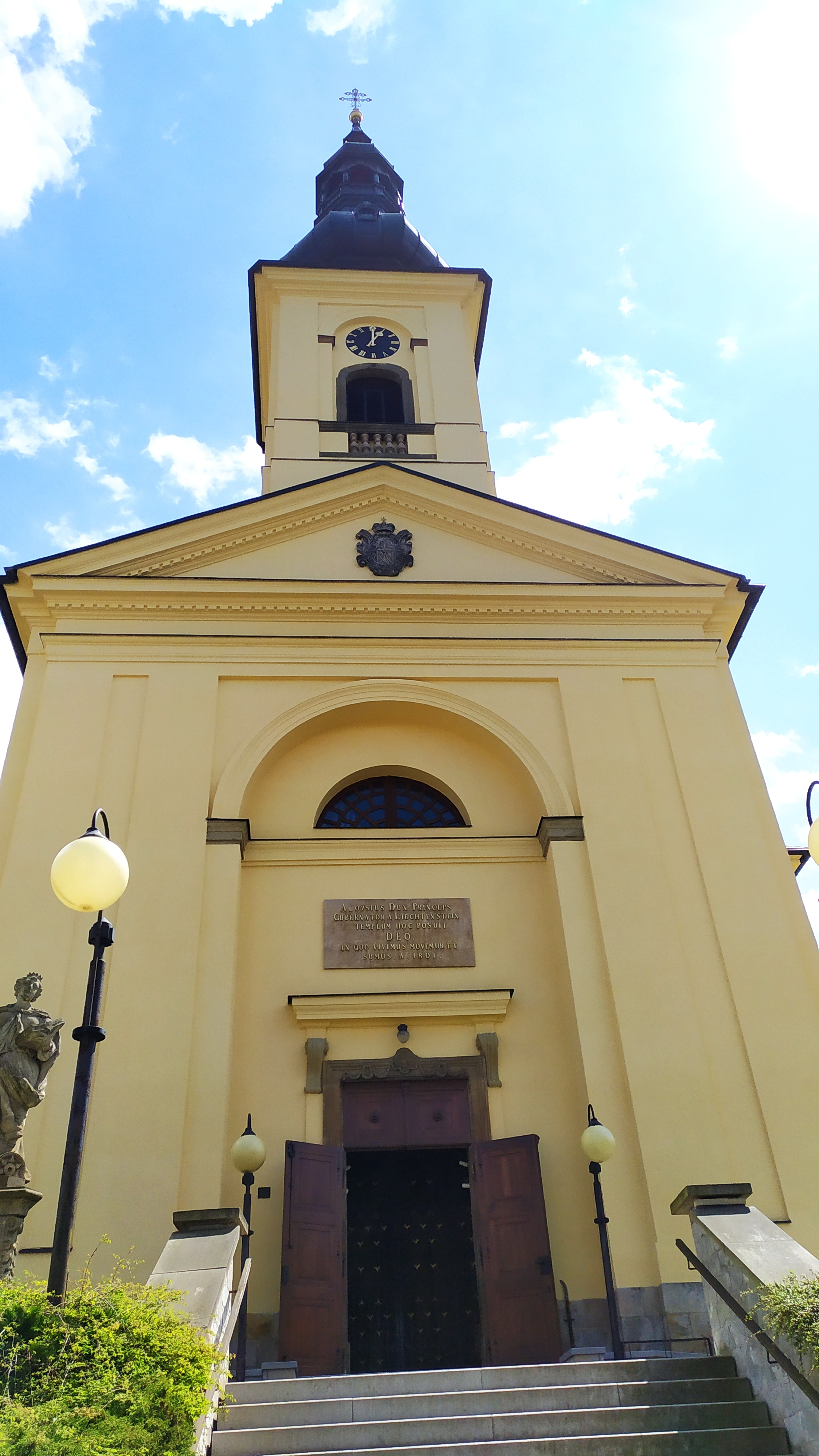
Průčelí kostela s deskou, vstupem, erbem Lichtenštejnů

První dřevěný kostel svatého Mikuláše stál v České Třebové už v roce 1335. Po požáru byl postaven kostel nový, zděný, roku 1636. Chrám byl propojen s farou lávkou, okolo něj vznikl hřbitov s kostnicí a zvonicí, od roku také 1708 kaplí Srdce Ježíšova. Ty vyhořely při požáru 1745. Další požár, způsobený bleskem, zničil roku 1793 i kostel. Téhož roku požádali zástupci města, v čele s purkmistrem, knížete Aloise z Lichtenštejna o novou stavbu. Kníže ji finančně zajistil a pověřil jí dvorního architekta Josefa Hardtmutha. Základní kámen byl položen 14. července 1794, do základů byla také uložena truhlička s pamětním spisem. Do základního kamene byly vytesány iniciály Františka Riedera (vrchního ředitele panství), Jakuba Müllera (vrchnostenského purkrabího), Bernarda Arzta (místního faráře) a Jana Kašpara (purkmistra). V roce 1796 byly plány doplněny o sanktusovou věž, pro kterou věnoval kníže zvon od vídeňského Kašpara Hoffbauera, a kazatelnu. Hrubá stavba byla dokončena roku 1798 a práce pokračovaly v interiéru. Po dokončení stavby byla na průčelí osazena deska s nápisem ALOYSIUS DUX PRINCEPS GUBERNATOR A LIECHTENSTEIN TEMPLUM HOC POSUIT DEO, IN QUO VIVIMUS MOVEMUR ET SUMUS. A. 1801, kterou si nechal napsat sám kníže Alois z Lichtenštejna. Slavnostní vysvěcení proběhlo 7. června 1815 královéhradeckým biskupem Aloisem Josefem Krakovským z Kolovrat. V roce 1884 byla opravována střecha. Při pracích ale vypukl požár, který zničil střechu, věž s hodinami a zvony.  Opravený chrám byl znovu vysvěcen 23. září 1888. Roku 1913 vyslalo město deputaci ke knížeti Janu II. z Lichtenštejna s žádostí o opravu věže, která podle představitelů města neodpovídala původním plánům Hardtmutha. Po opravě báně firmou Rössler a Kudlík byla nakonec nová věž vyšší oproti původním plánům a nedošlo ani k obnově sanktusníku, zničenému při požáru 1884. Roku 1914 byl opravován i interiér kostela. V roce 1942 byly zvony kostela zrekvírovány. V roce 1968 bylo upravováno mezipatro věže s hodinovým strojem. V 90. letech 20. století byla opravena fasáda, a střecha byla pokryta měděným plechem.

## Popis stavby
Kostel je orientovaný, vystavěný na půdorysu pravidelného kříže. Vstupní dveře jsou umístěny v průčelí, okolo nich kamenné ostění s perlovcem, nahoře s girlandami. Nad nimi se nachází výše zmíněná deska s nápisem. Nad ní umístěno půlkruhově zaklenuté okno s šambránou. Ve štítě je profilovaná římsa s zubořezem, ve kterém je umístěn erb rodu Lichtenštejnů. Věž je umístěna nad štítem a je zakončena cibulovou bání s lucernou. Boční zdi kostela jsou na obou stranách totožné s umístěním půlkruhových, kruhových a obdélných oken. Na obou stranách také dva obdélné vchody. Střechy jsou sedlové, valbové.
Chrám je obklopen několika sochami světců: sv. Barbory, sv. Jana Nepomuckého, sousoší Kalvárie, sv. Václava, sv. Josefa a sv. Kateřiny.

## Vybavení kostela
Mobiliář kostel pochází z různých období. Nejstarší jsou podživotní dřevořezby Svatých apoštolů, které byly zachráněny z původního kostela a pocházejí z 1. poloviny 18. století. Hlavní oltář a kazatelna jsou z přelomu 18. a 19. století. Sochy na nich jsou z dílny brněnského sochaře Andrease Schweigla. Několik dřevořezeb z 20. století pak pochází z červenokostelecké dílny Břetislava Kafky. Obrazy jsou většinou z 19. století. Některé od letohradského malíře Jana Umlaufa z Kyšperka. Výmalby kostela vznikla většinově v roce 1914 rukou pražského malíře Antonína Häuslera. V letech 2001-2004 vytvořila firma Vladimír Grygar z Prostějova třímanuálové elektropneumatické kuželkové varhany. Ty vznikly na žádost o rekonstrukci a rozšíření varhanního nástroje, na které se výrazně finančně podílelo město Česká Třebová a řada dárců.